# Nossa Senhora de Fátima (Ainaro)

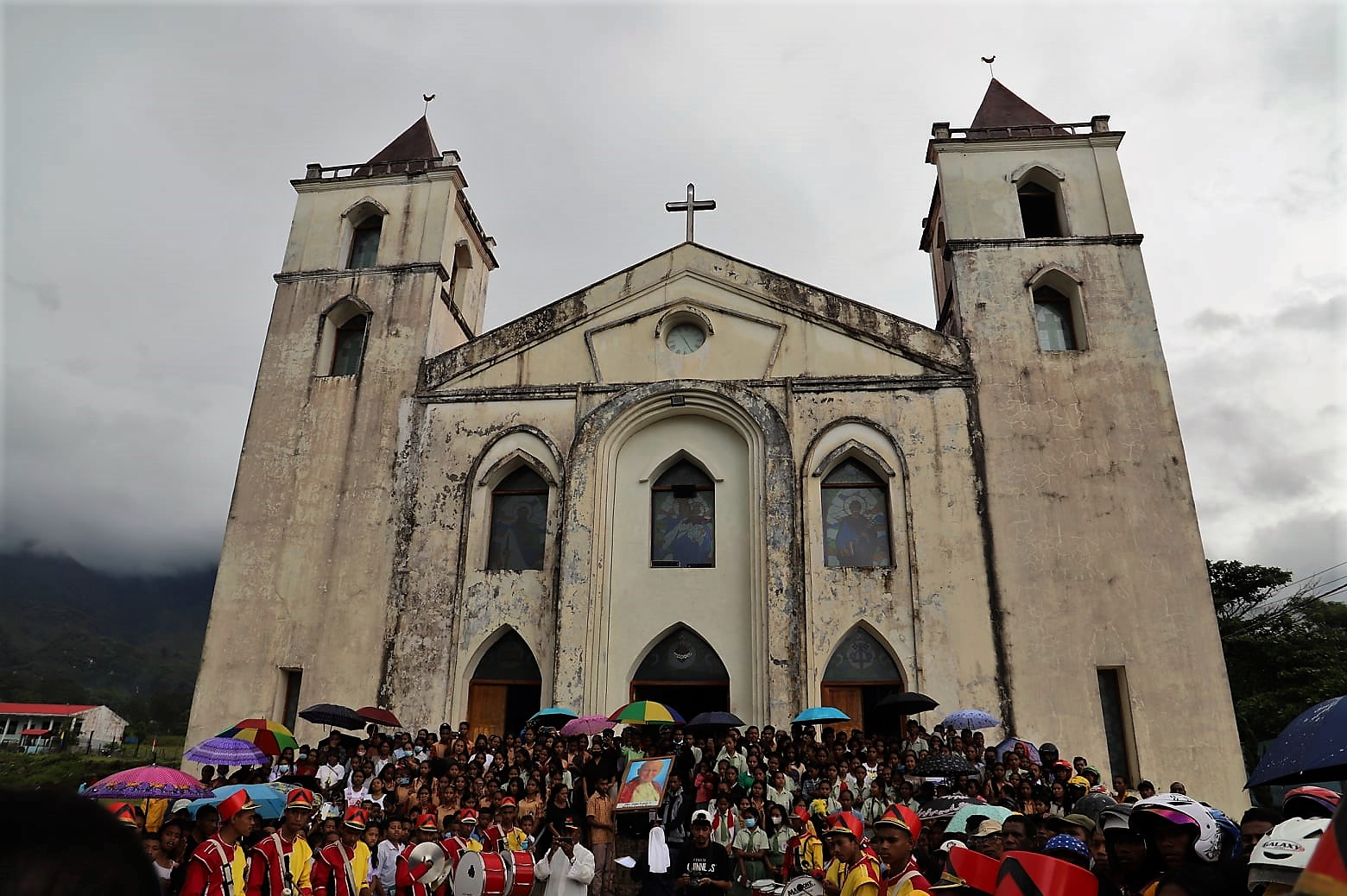
Kirche Nossa Senhora de Fátima (2022)

Nossa Senhora de Fátima (tetum Nain Feto Fatima, deutsch Unsere Liebe Frau von Fátima) ist eine römisch-katholische Pfarrkirche in der osttimoresischen Stadt Ainaro. Sie gehört zum Dekanat Same des Erzbistums Dili.
Die Kirche wurde im Oktober 1937 eingeweiht. Während der Schlacht um Timor (1942–1945) dienten die Türme zur Beobachtung von Luftangriffen. Mit den Kirchenglocken wurde Luftalarm gegeben.
2015 wurde die Kirche renoviert. Seit 2022 beherbergt sie eine Statue des heiliggesprochenen Papstes Johannes Paul II.

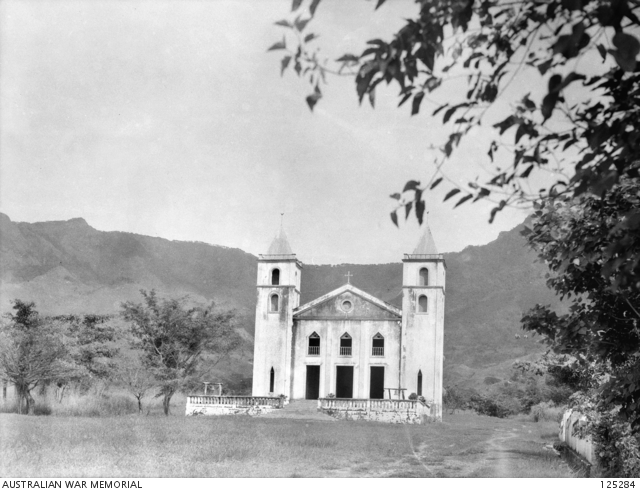
Die Kirche (1946)
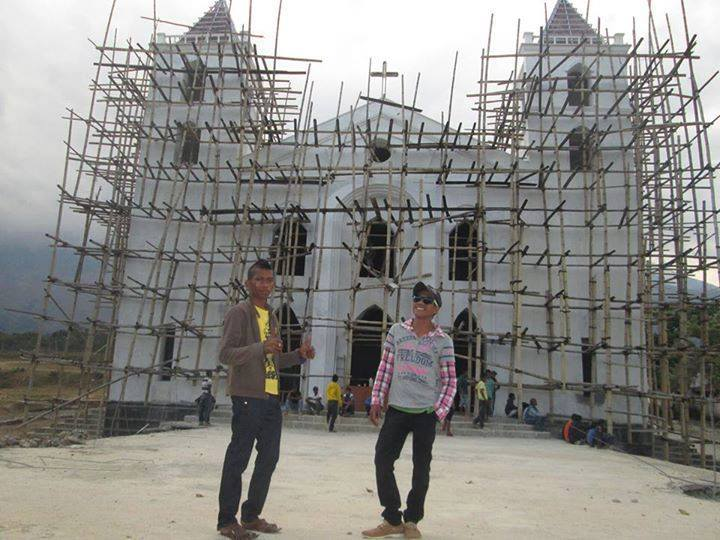
Die Kirche während …
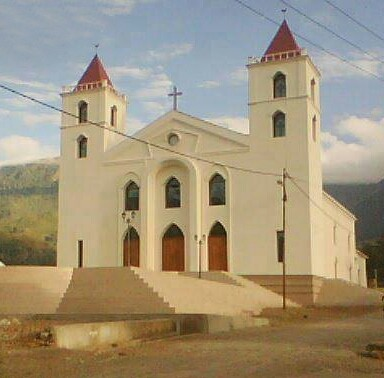
… und nach der Renovierung 2015
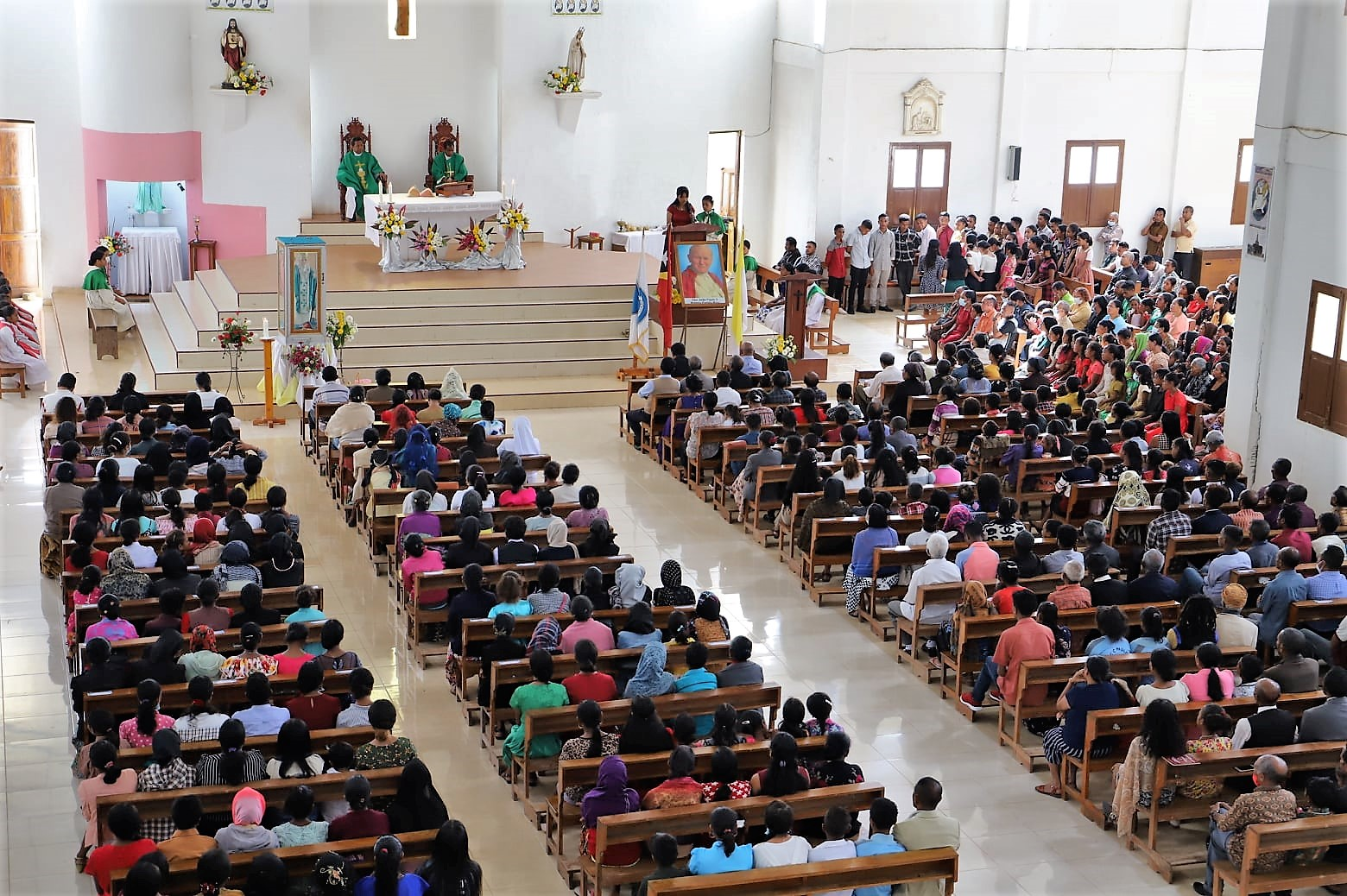
Innenraum
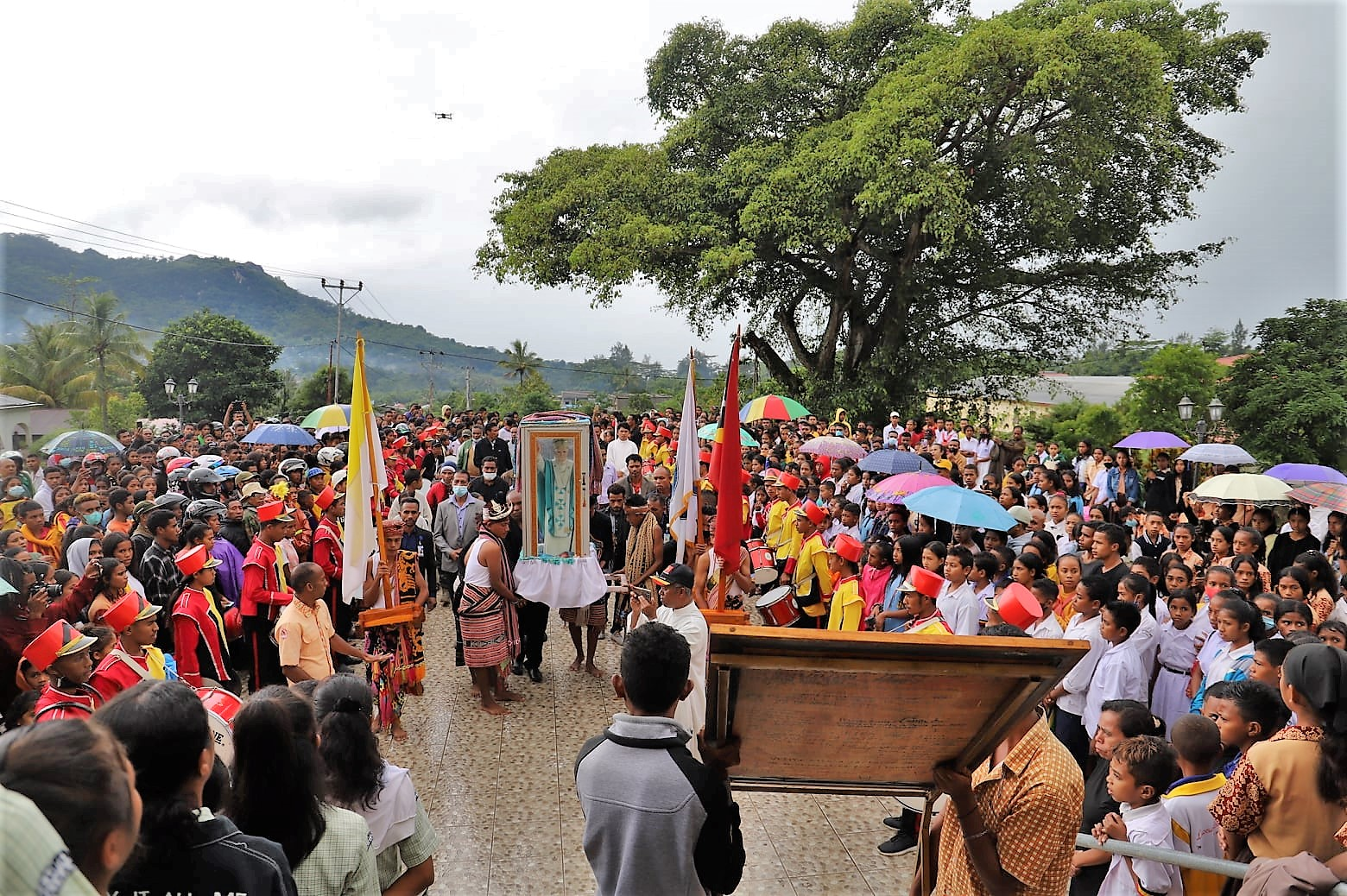
Eintreffen der Statue von Johannes Paul II. (2022)